# Graham Bartram
Graham Bartram nació el 18 de julio de 1963 en Montrose, Angus (Escocia, Reino Unido). Es un destacado vexilólogo, no sólo en su país, sino a nivel internacional. En la actualidad es secretario general para congresos de la Federación Internacional de Asociaciones Vexilológicas, y vexilólogo-jefe del Instituto de la Bandera. También es el responsable del World Flag Database . Se ha ganado el reconocimiento internacional en la disciplina de la vexilología por sus investigaciones, sus diseños y sus dibujos gráficos de alta calidad.
Aunque nació en Escocia, creció en diversos lugares alrededor del mundo: Perth, Dundee, Belfast, Acra, Lagos, y Chesterfield (Derbyshire). Fue precisamente en Acra donde comenzó sus interés por las banderas. 
Es el asesor principal del gobierno británico en todo lo referente a las banderas, siendo el responsable de los ajustes de diseño en las banderas de los territorios de ultramar británicos en 1999. También diseñó las banderas de Lord Warden of the Cinque Ports, Tristán da Cunha, y la propuesta que actualmente se usa en la Antártida.
Ha publicado el libro "British Flags and Emblems", con una tirada de ejemplares excepcional para su temática, y edita la publicación de banderas militares (en soporte CD-ROM) "BR20 Flags of All Nations".
- Datos: Q1357280
- Multimedia: Graham Bartram / Q1357280